# Luigi di Fiore
Luigi Di Fiore, född 18 juli 1964 i Milano i Italien, är en italiensk skådespelare. Han har en dotter tillsammans med skådespelaren Elisabetta Cavallotti.

## Filmografi (urval)
- 1997 - Il Decisionista
- 1995 – Vendetta
- 1994 - Berlin '39
- 1985 - Ett rum med utsikt